# (3170) Dzhanibekov
(3170) Dzhanibekov (1979 SS11) ist ein ungefähr zehn Kilometer großer Asteroid des äußeren Hauptgürtels, der am 24. September 1979 vom russischen (damals: Sowjetunion) Astronomen Nikolai Stepanowitsch Tschernych am Krim-Observatorium (Zweigstelle Nautschnyj) auf der Halbinsel Krim (IAU-Code 095) entdeckt wurde. Er gehört zur Koronis-Familie, einer Gruppe von Asteroiden, die nach (158) Koronis benannt ist.

## Benennung
(3170) Dzhanibekov wurde nach dem Raumfahrer Wladimir Alexandrowitsch Dschanibekow (* 1942) benannt, der fünf Weltraumflüge durchführte.